# Chevrefoil
Chevrefoil is een van de 12e-eeuwse Oudfranse lais van Marie de France.

## Verhaal
Tristan wordt uit het koninkrijk van Marc verdreven en verblijft een jaar in Zuid-Wales. Hij keert terug naar Cornwall, waar de koningin woont, maar houdt zich verborgen in het bos. Met Pinksteren moeten de baronnen zich verzamelen bij Tintagel, aan de noordkust van het Engelse graafschap Cornwall. Op de dag van het vertrek van de koning gaat Tristan naar het bos, waar de stoet voorbij moet gaan. Hij krast zijn naam op een hazelaartak en laat een bericht achter voor Isolde. De boodschap is dat hij niet zonder haar kan leven, en dat ze lijken op de kamperfoelie die zich om de hazelaar wikkelt, zodat de een niet lang zonder de ander kan leven. De koningin merkt de tak op, laat haar gevolg halt houden, en gaat naar de stok kijken met haar dienares uit Brangien. Ze zoekt Tristan op en ze praten vrijuit met elkaar. Ze legt hem uit hoe je je kunt verzoenen met koning Marc. Tristan keert terug naar Wales totdat de koning hem terugroept. Ter herinnering aan zijn vreugde componeert Tristan de 'Lai du Chèvrefeuille' , de lai van de kamperfoelie.